# ثامسانكا سانغويني
ثامسانكا سانغويني (مواليد 26 مايو 1989) هو لاعب كرة قدم من جنوب أفريقيا، يلعب حاليًا لصالح نادي ماميلودي صن داونز الجنوب أفريقي.

## روابط خارجية
- ثامسانكا سانغويني على موقع قاعدة بيانات كرة القدم.إي يو (الإنجليزية)
- ثامسانكا سانغويني على موقع ناشيونال فوتبول تيمز (الإنجليزية)
- ثامسانكا سانغويني على موقع Soccerway.com (الإنجليزية)
- ثامسانكا سانغويني على موقع كووورة